# فرودگاه ایالتی نهالم بی
فرودگاه ایالتی نهالم بی (به انگلیسی: Nehalem Bay State Airport) یک فرودگاه همگانی است که یک باند فرود آسفالت دارد و طول باند آن ۷۱۶ متر است. این فرودگاه در شهر منزنیتا، اورگن کشور ایالات متحده آمریکا قرار دارد و در ارتفاع ۶٫۷ متری از سطح دریا واقع شده‌است.